# Ray Walston
Ray Walston, all'anagrafe Herman Walston (New Orleans, 2 novembre 1914 – Beverly Hills, 1º gennaio 2001), è stato un attore statunitense.

## Biografia

### Le origini
L'attore nacque a New Orleans, Louisiana, risultando all'anagrafe come Herman Walston (alcune fonti indicherebbero che egli sia nato a Laurel, nel Mississippi). La sua era una famiglia di operai, la madre si chiamava Mittie (nata Kimball) e il padre Harry Norman Walston era un falegname. Iniziò a recitare sin da giovane, lavorando in diversi teatri di New Orleans. Aveva generalmente piccoli ruoli all'interno delle compagnie teatrali di cui faceva parte, quando non partecipava solo a differenti show, ma si occupava della vendita dei biglietti e della manutenzione nelle sale cinematografiche. La sua famiglia si trasferì a Houston, Texas, dove Walston fece parte della compagnia dello Houston Civic Theater gestita Margo Jones, debuttando nel 1938.

### Carriera teatrale
Divenuto molto popolare grazie alla compagnia di Margo Jones, Walston si spostò a Cleveland, nell'Ohio, dove trascorse tre anni con la Cleveland Playhouse. Si trasferì poi a New York, dove fece il suo debutto a Broadway in una produzione del 1945 dell'Amleto. Nel 1949 apparve nella rappresentazione di Mrs. Gibbons' Boys diretta da George Abbott, che successivamente lo scelse per interpretare la parte di Satana in Damn Yankees!, con Gwen Verdon nel ruolo di Lola. L'affiatamento artistico che si stabilì tra i due attori fece guadagnare loro molta fama come coppia e diversi premi per i loro ruoli.
Dopo aver trascorso una decade a New York, Walston vinse un Tony Award, e assieme alla Verdon, fu invitato a recitare nuovamente la sua parte nella trasposizione cinematografica di Damn Yankees! (1958). Altri lavori teatrali includono The Front Page, Estate e fumo, Riccardo III, Wish You Were Here, e House of Flowers. Walston ebbe un ruolo importante nel musical Me and Juliet di Rodgers e Hammerstein, interpretando il manager del musical.

### Carriera televisiva e cinematografica
Walston ebbe una carriera cinematografica costellata di successi dopo la sua partecipazione a Damn Yankees!, iniziando con Baciala per me (1957), proseguendo con South Pacific (1958), dove interpretò Luther Billis, Dinne una per me (1959), In punta di piedi (1960) e L'appartamento (1960), Tre passi dalla sedia elettrica (1962), Tra moglie e marito (1963), e Dove vai sono guai! (1963), Baciami, stupido (1964), Caprice - La cenere che scotta (1967), e La ballata della città senza nome (1969). Walston comparve anche ne La stangata (1973), film vincitore nel 1974 dell'Oscar al miglior film. Come altri celebri colleghi, fece un'apparizione cameo nel ruolo di se stesso nel film I protagonisti (1992) di Robert Altman.
Fu una guest star in numerosi programmi televisivi, incluso un ruolo tra il 1960 e il 1961 come giudice nella serie Outlaws, con Barton MacLane, prodotta dalla NBC. Recitò anche la parte dello zio Martin in Il mio amico marziano (My Favourite Martian), serie televisiva prodotta dal 1963 al 1966, al fianco di Bill Bixby.

### DopoIl mio amico marziano
Dopo il suo lavoro in Il mio amico marziano, nonostante un periodo di difficoltà, ritornò a recitare tra gli anni settanta e ottanta in diverse serie televisive come Custer, Selvaggio west, Love, American Style, A tutte le auto della polizia, Missione impossibile, Ellery Queen, L'uomo da sei milioni di dollari, La casa nella prateria, e L'incredibile Hulk. Recitò anche in diversi film di successo come Wagons-lits con omicidi (1976), Il pianeta del terrore (1981), e Fuori di testa (1982).

### Anni successivi
L'attore continuò a lavorare nell'ambito televisivo, assumendo il ruolo del giudice Henry Bone nella serie La famiglia Brock, e del giardiniere Boothby nelle serie Star Trek: Voyager, Star Trek: The Next Generation. Recitò in altri film famosi come Storie incredibili (1985) di Steven Spielberg, Uomini e topi (1992) e La famiglia Addams si riunisce (1998).

## Filmografia parziale

### Cinema
- Baciala per me (Kiss Them for Me), regia di Stanley Donen (1957)
- South Pacific, regia di Joshua Logan (1958)
- Damn Yankees!, regia di George Abbott e Stanley Donen (1958)
- Dinne una per me (Say One for Me), regia di Frank Tashlin (1959)
- In punta di piedi (Tall Story), regia di Joshua Logan (1960)
- L'appartamento (The Apartment), regia di Billy Wilder (1960)
- Ritratto in nero (Portrait in Black), regia di Michael Gordon (1960)
- Tre passi dalla sedia elettrica (Convicts 4), regia di Millard Kaufman (1962)
- Tra moglie e marito (Wives and Lovers), regia di John Rich (1963)
- Dove vai sono guai! (Who's Minding the Store?), regia di Frank Tashlin (1963)
- Baciami, stupido (Kiss Me, Stupid), regia di Billy Wilder (1964)
- Caprice - La cenere che scotta (Caprice), regia di Frank Tashlin (1967)
- La ballata della città senza nome (Paint Your Wagon), regia di Joshua Logan (1969)
- La stangata (The Sting), regia di George Roy Hill (1973)
- Wagons-lits con omicidi (Silver Streak), regia di Arthur Hiller (1976)
- The Happy Hooker Goes to Washington, regia di William A. Levey (1977)
- Popeye - Braccio di ferro (Popeye), regia di Robert Altman (1980)
- Il pianeta del terrore (Galaxy of Terror), regia di Bruce D. Clark (1981)
- Un amore senza tempo (O'Hara's Wife), regia di William Bartman (1982)
- Fuori di testa (Fast Times at Ridgemont High), regia di Amy Heckerling (1982)
- Pericolosamente Johnny (Johnny Dangerously), regia di Amy Heckerling (1984)
- Non giocate con il cactus (O.C. and Stiggs), regia di Robert Altman (1985)
- Rad, regia di Hal Needham (1986)
- Colpo di scena (From the Hip), regia di Bob Clark (1987)
- Paramedici (Paramedics), regia di Stuart Margolin (1988)
- Blood Relations, regia di Graeme Campbell (1988)
- Saturday the 14th Strikes Back, regia di Howard R. Cohen (1988)
- A Man of Passion, regia di José Antonio de la Loma (1989)
- Oro fino (Fine Gold), regia di José Antonio de la Loma (1989)
- Blood Salvage, regia di Tucker Johnston (1990)
- Fuori pista (Ski Patrol), regia di Richard Correll (1990)
- Popcorn, regia di Mark Herrier (1991)
- Space Case, regia di Howard R. Cohen (1992)
- I protagonisti (The Player), regia di Robert Altman (1992)
- Uomini e topi (Of Mice and Men), regia di Gary Sinise (1992)
- Arresti familiari (House Arrest), regia di Harry Winer (1996)
- La famiglia Addams si riunisce (Addams Family Reunion), regia di Dave Payne (1998)
- Martin il marziano (My Favorite Martian), regia di Donald Petrie (1999)
- Early Bird Special, regia di Mark Jean (2001)

### Televisione
- Outlaws – serie TV, episodi 1x03-2x04 (1960-1961)
- Corruptors (Target: The Corruptors) – serie TV, episodio 1x07 (1961)
- The Americans – serie TV, episodio 1x13 (1961)
- Avventure in paradiso (Adventures in Paradise) – serie TV, episodio 3x23 (1962)
- The Wide Country – serie TV, episodio 1x09 (1962)
- Going My Way – serie TV, episodio 1x26 (1963)
- Ben Casey – serie TV, episodio 2x23 (1963)
- Il mio amico marziano (My Favorite Martian) – serie TV (1963-1966)
- Selvaggio west (The Wild Wild West) – serie TV, episodio 3x08 (1967)
- Ellery Queen – serie TV, episodio 1x01 (1975)
- Buck Rogers (Buck Rogers in the 25th Century) – serie TV, un episodio (1979)
- La casa nella prateria (Little House on the Prairie) – serie TV, episodio 6x09 (1979)
- L'incredibile Hulk (The Incredible Hulk) – serie TV, episodio 3x05 (1979)
- Santa Barbara – serial TV, 12 puntate (1984)
- Dimensione Alfa (Otherworld) – serie TV, episodio 1x01 (1985)
- Il mio amico Ricky (Silver Spoons) – serie TV (1985)
- Storie incredibili (Amazing Stories), regia di Steven Spielberg – serie TV (1985)
- Troppo forte! (Sledge Hammer!) – serie TV, episodio 2x02 (1987)
- La signora in giallo (Murder, She Wrote) – serie TV, episodio 4x05 (1987)
- Steven, 7 anni: rapito (I Know My First Name Is Steven), regia di Larry Elikann – film TV (1989)
- Star Trek: The Next Generation – serie TV (1992)
- La famiglia Brock (Picket Fences) – serie TV (1992-1996)
- L'ombra dello scorpione (The Stand) – serie TV (1994)
- Il mio amico Alf (Project ALF), regia di Dick Lowry – film TV (1996)
- Star Trek: Voyager – serie TV episodio 5x04 (1998-1999)

## Doppiatori italiani
Nelle versioni in italiano delle opere in cui ha recitato, Ray Walston è stato doppiato da:
- Bruno Persa in L'appartamento, Dove vai sono guai!, La stangata
- Carlo Romano in Baciala per me, South Pacific
- Amilcare Pettinelli in In punta di piedi
- Enzo Garinei in Il mio amico marziano
- Pino Locchi in Baciami stupido
- Adolfo Geri in Starsky & Hutch
- Giuliano Persico in Popeye - Braccio di Ferro
- Giorgio Piazza in Fuori di testa
- Renato Cominetti in L'angioletto senza ali
- Giorgio Gusso in Venerdi 13
- Gianni Vagliani in Driving Academy - Scusi, dov'è il freno?
- Mario Feliciani in Steven, 7 anni: rapito
- Carlo Reali in Uomini e topi
- Sergio Graziani in Star Trek: The Next Generation
- Gianfranco Bellini in L'ombra dello scorpione
- Mario Milita in Arresti familiari
- Pietro Ubaldi in La famiglia Addams si riunisce
- Michele Kalamera in Martin il marziano
- Bruno Slaviero in Ally McBeal